# Заречье (Изяславский район)
Заречье (укр. Заріччя) — село в Изяславском районе Хмельницкой области Украины.
Население по переписи 2001 года составляло 35 человек. Почтовый индекс — 30309. Телефонный код — 3852. Занимает площадь 0,333 км². Код КОАТУУ — 6822186902.

## История
В 1946 г. указом ПВС УССР село Войтовцы переименовано в Заречье.

## Местный совет
30300, Хмельницкая обл., Изяславский р-н, с. Сошное, ул. Центральная, 33